# Persone di nome Tom/Attori
| Questa pagina contiene informazioni ricavate automaticamente dalle voci biografiche con l'ausilio del template Bio e di un bot. L'aggiornamento è periodico e automatico e ricostruisce completamente la pagina. Se manca una persona in questa lista, sei pregato di non aggiungerla, ma accertati piuttosto che la sua voce biografica contenga il template Bio e che i dati anagrafici siano correttamente compilati. Se il template Bio manca, inseriscilo tu stesso o, in alternativa, metti l'avviso {{tmp\|Bio}} che ne segnala la mancanza. Se i dati riportati sono sbagliati, correggi direttamente la voce biografica; le modifiche saranno visibili in questa lista entro pochi giorni. Per chiarimenti vedi il progetto antroponimi. La lista contiene solo le 72 persone che sono citate nell'enciclopedia e per le quali è stato implementato correttamente il template Bio. Pagina aggiornata al 6 ago 2025. |

Questa è una lista di persone presenti nell'enciclopedia che hanno il nome Tom e sono attori.

## A(5)
- Tom Ainsley, attore inglese (Scarborough, n. 1991)
- Tom Aldredge, attore statunitense (Dayton, n. 1928 - Tampa, † 2011)
- Tom Ardavany, attore statunitense
- Tom Atkins, attore statunitense (Pittsburgh, n. 1935)
- Tom Audenaert, attore belga (Lokeren, n. 1979)

## B(12)
- Tom Bacon, attore britannico (Hitchin, n. 1979)
- Tom Baker, attore statunitense (Virginia Occidentale, n. 1940 - New York, † 1982)
- Tom Basden, attore, comico e sceneggiatore britannico (Sutton, n. 1980)
- Tom Bennett, attore e personaggio televisivo britannico (Croydon, n. 1969)
- Tom Berenger, attore e produttore cinematografico statunitense (Chicago, n. 1949)
- Tom Blyth, attore britannico (Birmingham, n. 1995)
- Tom Bower, attore statunitense (Denver, n. 1938 - Los Angeles, † 2024)
- Tom Braidwood, attore canadese (Columbia Britannica, n. 1948)
- Tom Brittney, attore britannico (Gravesend, n. 1990)
- Tom Brooke, attore britannico (Londra, n. 1978)
- Tom Brown, attore e modello statunitense (New York, n. 1913 - Los Angeles, † 1990)
- Tom Burke, attore britannico (Londra, n. 1981)

## C(4)
- Tom Chatterton, attore e regista statunitense (Geneva, n. 1881 - Hollywood, † 1953)
- Tom Conway, attore britannico (San Pietroburgo, n. 1904 - Culver City, † 1967)
- Tom Cruise, attore e produttore cinematografico statunitense (Syracuse, n. 1962)
- Tom Cullen, attore britannico (Aberystwyth, n. 1985)

## D(1)
- Tom Drake, attore statunitense (New York, n. 1918 - Torrance, † 1982)

## F(4)
- Tom Fadden, attore statunitense (Bayard, n. 1895 - Vero Beach, † 1980)
- Tom Felleghy, attore ungherese (Budapest, n. 1921 - Bracciano, † 2005)
- Tom Forman, attore, regista e sceneggiatore statunitense (contea di Mitchell, n. 1893 - Venice, † 1926)
- Tom Fuccello, attore statunitense (Newark, n. 1936 - Van Nuys, † 1993)

## G(6)
- Tom Gallop, attore statunitense
- Tom Georgeson, attore inglese (Liverpool, n. 1937)
- Tom Glynn-Carney, attore britannico (Salford, n. 1995)
- Tom Goodman-Hill, attore e doppiatore britannico (Enfield, n. 1968)
- Tom Gramenz, attore tedesco (Wiesbaden, n. 1991)
- Tom Green, attore, comico e regista canadese (Pembroke, n. 1971)

## H(4)
- Tom Rhys Harries, attore gallese (Cardiff, n. 1990)
- Tom Helmore, attore inglese (Londra, n. 1904 - Longboat Key, † 1995)
- Tom Hern, attore neozelandese (Christchurch, n. 1984)
- Tom Hughes, attore britannico (Chester, n. 1985)

## I(1)
- Tom Irwin, attore statunitense (Peoria, n. 1956)

## J(1)
- Tom Judson, attore, compositore e ex attore pornografico statunitense (Goshen, n. 1960)

## K(2)
- Tom Keene, attore statunitense (Rochester, n. 1896 - Los Angeles, † 1963)
- Tom Kouchalakos, attore statunitense (Miami, n. 1961)

## L(4)
- Tom Lewis, attore statunitense (New Brunswick, n. 1867 - New York, † 1927)
- Tom Lipinski, attore statunitense (Massachusetts, n. 1982)
- Tom London, attore statunitense (Louisville, n. 1883 - Hollywood, † 1963)
- Tom Long, attore statunitense (Boston, n. 1968 - † 2020)

## M(8)
- Tom Mardirosian, attore statunitense (Buffalo, n. 1947)
- Tom Mason, attore statunitense (Brooklyn, n. 1949)
- Tom McBeath, attore canadese (Vancouver, n. 1946)
- Tom McCleister, attore statunitense (New York, n. 1949)
- Tom McTigue, attore e comico statunitense (Spokane, n. 1959)
- Tom Mison, attore britannico (Guildford, n. 1982)
- Tom Moore, attore e regista irlandese (Fordstown Crossroads, n. 1883 - Santa Monica, † 1955)
- Tom Murphy, attore irlandese (Salisbury, n. 1968 - Dublino, † 2007)

## N(3)
- Tom Neal, attore statunitense (Evanston, n. 1914 - North Hollywood, † 1972)
- Tom Noonan, attore statunitense (Greenwich, n. 1951)
- Tom Novembre, attore, cantante e doppiatore francese (Nancy, n. 1959)

## P(1)
- Tom Powers, attore statunitense (Owensboro, n. 1890 - Hollywood, † 1955)

## R(2)
- Tom Reese, attore statunitense (Chattanooga, n. 1928 - Studio City, † 2017)
- Tom Riley, attore britannico (Maidstone, n. 1981)

## S(3)
- Tom Santschi, attore e regista statunitense (Crystal City, n. 1880 - Los Angeles, † 1931)
- Tom Schilling, attore tedesco (Berlino Est, n. 1982)
- Tom Shirley, attore statunitense (Chicago, n. 1899 - New York, † 1962)

## T(4)
- Tom Towles, attore statunitense (Chicago, n. 1950 - Contea di Pinellas, † 2015)
- Tom Troupe, attore statunitense (North Kansas City, n. 1928 - Beverly Hills, † 2025)
- Tom Tully, attore statunitense (Durango, n. 1908 - Newport Beach, † 1982)
- Tom Tyler, attore statunitense (Port Henry, n. 1903 - Hamtramck, † 1954)

## V(4)
- Tom Van Dyck, attore, conduttore televisivo e regista belga (Herentals, n. 1972)
- Tom Vaughan-Lawlor, attore irlandese (Dundrum, n. 1977)
- Tom Villard, attore statunitense (Waipahu Ewa, n. 1953 - Los Angeles, † 1994)
- Tom Virtue, attore statunitense (Sherman, n. 1957)

## W(3)
- Tom Weston-Jones, attore britannico (Burton upon Trent, n. 1987)
- Tom Wilson, attore statunitense (Helena, n. 1880 - Los Angeles, † 1965)
- Tom Wisdom, attore britannico (Swindon, n. 1973)